# Boris Čuchlov
Boris Vladimirovič Čuchlov (in russo Борис Владимирович Чухлов?; Leningrado, 26 ottobre 1960) è un ex calciatore ed ex giocatore di calcio a 5 russo.

## Carriera
Come massimo riconoscimento in carriera vanta la partecipazione al FIFA Futsal World Championship 1992 in cui la nazionale russa di calcio a 5 è stata eliminata nel girone del primo turno comprendente Spagna, Stati Uniti e Cina.

## Palmarès

### Calcio
- Campionato sovietico: 1

Zenit Leningrado: 1984
- Supercoppa dell'URSS: 1

Zenit Leningrado: 1985

### Calcio a 5
- Campionato russo: 2

Dina Mosca: 1992-93, 1993-94
- Coppa di Russia: 2

Dina Mosca: 1992, 1993